# Laborkittel

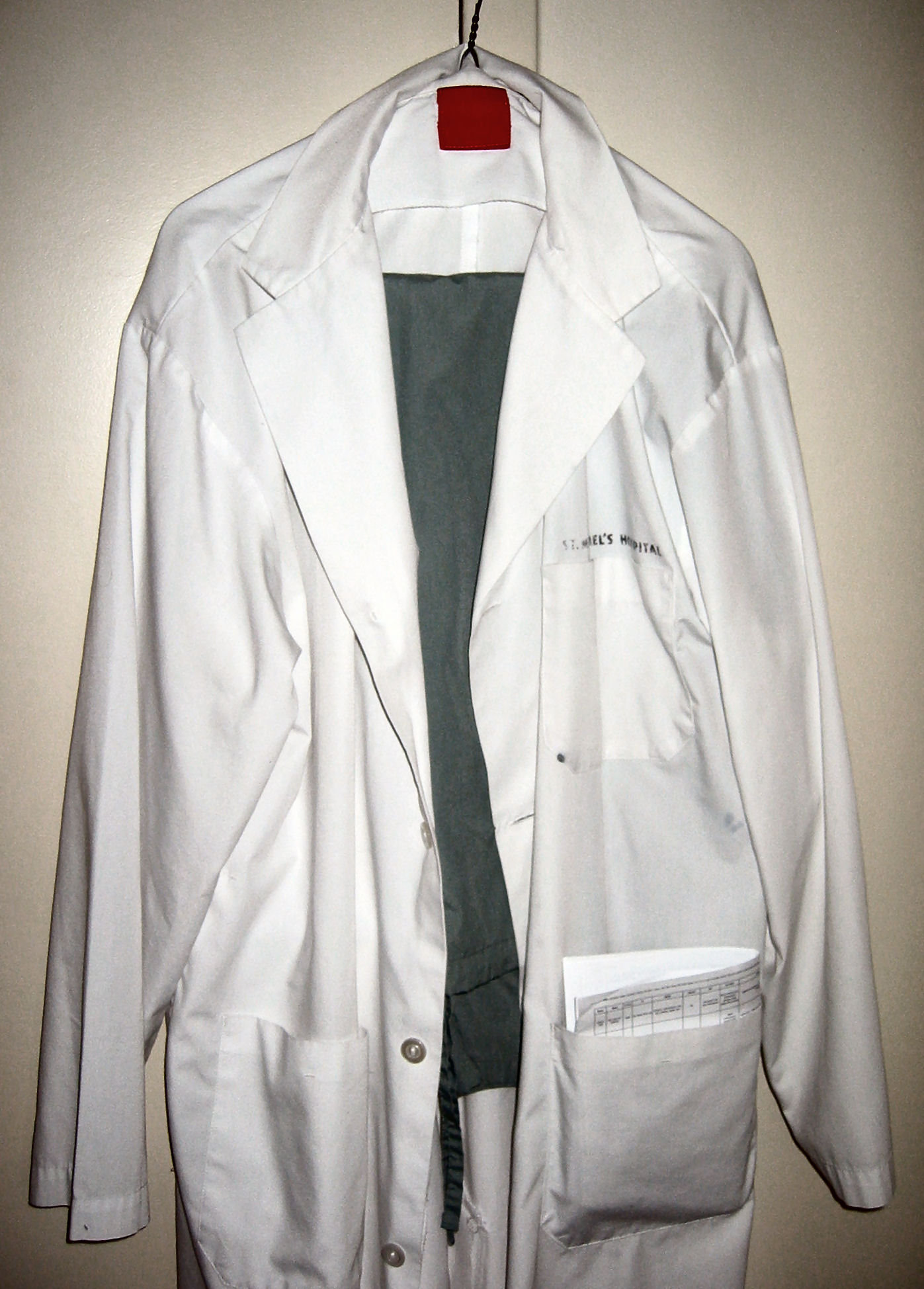
Weißer Labormantel

Ein Laborkittel (auch Labormantel) ist ein knielanger Mantel aus weißem oder hellfarbigem Stoff, aus Baumwolle, Leinen oder Baumwoll-Polyester-Mischung gefertigt.
Eine kürzere, oft kurzärmelige Variante ist der Kasack, der hauptsächlich in Pflegeberufen und medizinischer Assistenz Verwendung findet.

## Verwendung in der Arbeitswelt
Weiße Mäntel sind als Arbeitskleidung in Medizin- oder Chemie-Einrichtungen weit verbreitet und werden zum Schutz oder zu repräsentativen Zwecken verwendet.
Als Schutzbekleidung dienen sie dem Schutz der Bekleidung und/oder der Hautpartien vor Gefahrstoffen. Helle Farben haben den Vorteil, dass Kontaminationen optisch schneller erkannt werden können. Die Wahl des Materials fällt häufig auf Baumwolle, da sie im Vergleich zu vielen Kunstfasern bei Hitzeeinwirkung nicht schmilzt, denn das Schmelzen könnte zu starken Verbrennungen führen. In Laboren werden Kittel mit Druckknopfverschluss bevorzugt, da diese im Notfall (z. B. Überschüttung von Säuren, Brand) schneller ausgezogen werden können.
Neben ihrer Funktion als Schutzbekleidung werden weiße Mäntel auch als Uniform eingesetzt. Spätestens seit Beginn des 20. Jahrhunderts sind weiße Mäntel ein Symbol für Sauberkeit und Reinheit. Bis mindestens Ende des 19. Jahrhunderts trugen Ärzte meist schwarz und wurden so auch in der bildenden Kunst dargestellt. Da ein weißer Kittel jedoch auch einschüchternd wirken kann, vermeiden einige Berufsgruppen, zum Beispiel Kinderärzte und Psychiater, das Tragen eines solchen. Als Weißkittelhypertonie werden erhöhte Blutdruckwerte infolge situationsspezifischer Ängste in der Begegnung mit einem Arzt bezeichnet.